# Saint-Arnoult (Calvados)
Saint-Arnoult – miejscowość i gmina we Francji, w regionie Normandia, w departamencie Calvados. Nazwa miejscowości pochodzi od imienia św. Arnulfa, Arnolfa.
Według danych na rok 1990 gminę zamieszkiwało 766 osób, a gęstość zaludnienia wynosiła 150 osób/km² (wśród 1815 gmin Dolnej Normandii Saint-Arnoult plasuje się na 296. miejscu pod względem liczby ludności, natomiast pod względem powierzchni na miejscu 877.).